# إف إتش 2000
الهاوتزر عيار 155 مم، FH2000، هو أول هاوتزر ينتج محلياً في سنغافورة. ويتميز بأن طول السبطانة يبلغ 52 عياراً. وهو يرتكز على ثلاث قوائم أثناء الرمي.
ويمكن تزويده بمجموعة متنوعة من وسائل الرؤية وتقدير المسافة، والتسديد. آلية حركة السبطانة تعمل بأسلوب نصف آلي، بحيث تنفتح كتلة المغلاق آلياً، أثناء عملية الارتداد.

## المنشأ والدول المستخدمة

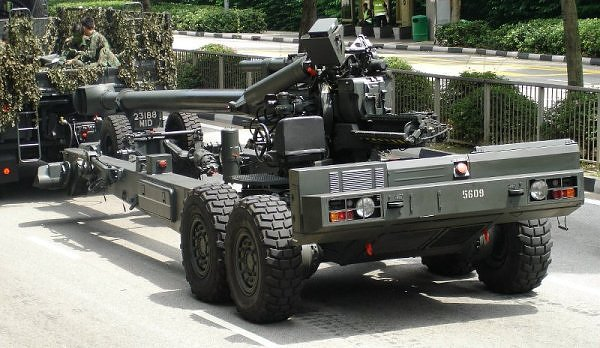
عملية نقل الـ FH2000

1. بلد المنشأ: سنغافورة.
2. الاستخدام: مدفع هاوتزر مقطور.
3. الدول المستخدمة: سنغافورة.

## المواصفات العامة والفنية
1. المواصفات العامة :
- الطاقم: 6 أفراد.
- الطول، في وضع القطر: 10.905 م.
- العرض، في وضع القطر: 2.870 م.
- الارتفاع، في وضع القطر: 2.280 م.
- اتساع قاعدة الدواليب: 2.3 م.
- الوزن: 13.5 طناً.
- الحمل على حلقة القطر: 60 كجم.
- ارتفاع بطن المدفع عن سطح الأرض: 0.35 م.
- صعود مرتفع، ميله: 45 درجة.
- عبور مانع مائي، عمقه: 0.76 م.

2. قوة النيران:
- عيار المدفع: 155 م.
- طول السبطانة: 52 عياراً.
- أقصى مدى: 19 كم باستخدام ذخيرة M107.
- أقصى مدى: 40 كم باستخدام ذخيرة ER / BB.
- معدل النيران المتقطع: 5 قذائف / د.
- معدل النيران المستمر: قذيفتان / د.
- أقصى معدل نيران: 6 قذائف / د.
- دقة الرماية: 0.25 % من المدى باستخدام ذخيرة M107.
- دقة الرماية: 0.5 % من المدى باستخدام الذخيرة ER / BB.
- أقصى سرعة للقطر على طريق ممهد: 80 كم / س.
- أقصى سرعة للقطر على طريق غير ممهد: 50 كم / س.

## المصدر
- الموسوعة العالمية للأسلحة
- منتدى الجيش العربي

## وصلات خارجية
- هاوتزر عيار 155مم FH2000 (فيديو) على يوتيوب
- الموقع الرسمي لجيش سنغافورة